# 마츠모토 하쿠오 (2대)
2대 마츠모토 하쿠오(일본어: 二代目 松本白鸚, 1942년 8월 19일 ~ )는 일본의 가부키 배우, 무용가이다. 본명은 후지마 테루아키(藤間 昭暁)이다. 전 이름은 9대 마츠모토 코시로(일본어: 九代目 松本幸四郎)이다.
자녀인 마츠모토 키오, 10대 마츠모토 코시로, 마츠 다카코도 배우로 활동 중이다.

## 출연

### 드라마
- NHK 대하드라마(NHK 종합)
  - 1978년 《황금의 나날》 - 나야 스케자에몬 역
  - 1984년 《산하가 불탄다》
  - 1993년 《꽃의 난》 - 슈텐도지 역
  - 2016년 《사나다마루》 - 루손 스케자에몬 역
- 1995년 《임금님의 레스토랑》
- 1997년 《료마가 간다》
- 2002년 《천재 유교수의 생활》
- 2004년 《료마가 간다》
- 2004년 《후루하타 닌자부로 스페셜》
- 2004년 《신칸센을 만든 남자들》
- 2004년 《무명》
- 2006년 《노부나가의 관》
- 2007년 《이키루》
- 2009년 《인간동물원》

### 영화
- 1986년 《키네마의 천지》
- 1998년 《4월 이야기》
- 2007년 《HERO》
- 2010년 《13인의 자객》 - 마키노 유키에 역
- 2011년 《원라이프》 내래이션
- 2012년 《천지명찰》

### 극장판 애니메이션
- 2022년 《스즈메의 문단속》 - 무니가타 히츠지로 역

## 같이 보기
- 마츠모토 코시로